# P.O. Nielsen
P. O. Nielsen Total-renovation blev startet af vognmand Peter Ortmann Nielsen i 1930'erne.
Faderen døde relativt ung, mens børnene Preben, Jan og Peter var hhv. 13, 11 og 9 år gamle. Moderen, Edit Ortmann Nielsen fortsatte firmaet med hjælp fra sønnerne og med en vis skepsis fra de mandlige vognmænd i området.
Fra starten i 1938 havde forretningen til huse på Hyldegårdsvej i Charlottenlund, men da pladsen efterhånden var lidt for trang, flyttede man til Syvendehusvej i Ballerup. Herefter går det rigtig stærkt og da pladsmanglen atter melder sig i midten af 1980’erne flyttes forretningen til Baltikavej i Nordhavnen.
Alle tre sønner blev senere selvstændige vognmænd, selvom Jan O. Nielsen delte firmaadresse med P. O. Nielsen. Sønnen Preben beslutter sig for at blive på pladsen i Ballerup og startede firmaet Preben O. Nielsen i 1988.
Firmaet blev solgt til det fransk ejede miljøfirma SITA, som dog siden trak sig ud af Danmark og solgte firmaet samt deres aktieandel i Renoflex til R98, der ejede de resterende aktier i Renoflex. Enkelte af firmaets biler kørte for Renoflex med de gamle farver (gråt førerhus med røde stafferinger og rødt chassis) indtil de blev naturligt udfaset og fornyet.
Renoflex er sidenhen solgt til virksomheden Marius Pedersen A/S.